# Eddy Le Huitouze
Eddy Le Huitouze (Lorient, 3 de abril de 2003) es un deportista francés que compite en ciclismo en la modalidad de ruta. Ganó una medalla de  en el Campeonato Europeo de Ciclismo en Ruta de 2022, en la prueba de contrarreloj sub-23.

## Medallero internacional
| Campeonato Europeo | Campeonato Europeo | Campeonato Europeo | Campeonato Europeo  |
| Año                | Lugar              | Medalla            | Competición         |
| ------------------ | ------------------ | ------------------ | ------------------- |
| 2022               | Anadia (Portugal)  | Medalla de bronce  | Contrarreloj sub-23 |

## Palmarés
2022
- 3.º en el Campeonato Europeo Contrarreloj sub-23